# Карцев, Дмитрий Гаврилович
Дмитрий Гаврилович Карцев — советский хозяйственный, государственный и политический деятель, Герой Социалистического Труда.

## Биография
Родился в 1932 году в селе Жадино Кореневского района. Член КПСС с 1962 года.
С 1951 года — на хозяйственной, общественной и политической работе. В 1951—1992 гг. — слесарь, бригадир слесарей в службе главного механика в строительном управлении № 6, слесарь на сахарном заводе, подручный кузнеца, прессовщик, кузнец, бригадир кузнечного цеха тяжелых паровых молотов кузнечно-рессорного производства Горьковского автомобильного завода Министерства автомобильной промышленности СССР.
Указом Президиума Верховного Совета СССР от 11 марта 1976 года присвоено звание Героя Социалистического Труда с вручением ордена Ленина и золотой медали «Серп и Молот».
Делегат XXV съезда КПСС.
Умер в Нижнем Новгороде в 1996 году.